# 阿爾蒙特鎮區 (密歇根州)
阿爾蒙特鎮區（英語：Almont Township）是位於美國密歇根州拉皮爾縣的一個行政鎮區。

## 地方資料
阿爾蒙特鎮區的面積為96.00平方千米，當中陸地面積為95.80平方千米，而水域面積為0.20平方千米。根據2020年美國人口普查的數據，當地共有人口6961人，而人口密度為每平方千米72.51人。